# Giovanni Battista de' Rossi
Giovanni Battista de' Rossi (Voltaggio, 22 febbraio 1698 – Roma, 23 maggio 1764) è stato un presbitero italiano, proclamato santo da papa Leone XIII nel 1881.

## Biografia
Di  famiglia genovese, rispettabile ma decaduta, si trasferì presto a Roma per studiare teologia e filosofia prima presso il Collegio Romano e poi presso San Tommaso alla Minerva; fu ordinato diacono nel 1720 e prete l'8 marzo 1721.
Si dedicò particolarmente alla cura dei malati negli ospedali di Santa Galla e di Trinità dei Pellegrini; nel 1715 aderì alla pia unione dei sacerdoti secolari di Santa Galla, impegnata nell'assistenza ai poveri di Roma, di cui divenne direttore e di cui scrisse le regole.
Nel 1735 fu nominato coadiutore, con diritto di successione, di suo cugino Lorenzo, canonico del capitolo collegiale di Santa Maria in Cosmedin: ne prese il posto nell'ottobre 1737.
In Santa Maria in Cosmedin provvedette all'istituzione della Compagnia del Santissimo Sacramento e divenne un apprezzato confessore.
Aspirando a uno stile di vita più povero, nel 1747 abbandonò la sua residenza presso Santa Maria in Cosmedin e si stabilì nel convitto sacerdotale della Trinità dei Pellegrini; rinunciò al canonicato nel 1760, riservandosi una piccola pensione e uno stallo in coro.
Malato, fu ricoverato nell'ospedale della Santissima Trinità dei Pellegrini, dove si spense nel 1764.

## Il culto
Fu beatificato il 13 maggio 1860 dal beato papa Pio IX, che in gioventù era stato a capo della pia unione dei sacerdoti secolari di Santa Galla.
Papa Leone XIII lo proclamò santo l'8 dicembre 1881.
Sepolto inizialmente ai piedi dell'altare a lui dedicato nella chiesa della Santissima Trinità dei Pellegrini, nel 1965 le sue reliquie sono state traslate nella chiesa parrocchiale a lui consacrata nel 1940 all'Appio-Latino. Gli è dedicata anche una cappella nella basilica di Santa Maria in Cosmedin.
Il suo elogio si legge nel Martirologio Romano al 23 maggio.